# Hōfu
Hōfu (防府市?) è una città giapponese della prefettura di Yamaguchi.